# نیکی نیکولاو
نیکی نیکولاو (انگلیسی: Nicky Nicolau؛ زادهٔ ۱۲ اکتبر ۱۹۸۳) بازیکن فوتبال اهل بریتانیا است.
از باشگاه‌هایی که در آن بازی کرده‌است می‌توان به باشگاه فوتبال سوئیندون تاون، باشگاه فوتبال آرسنال، باشگاه فوتبال بارنت، باشگاه فوتبال لینکولن سیتی، باشگاه فوتبال بورم‌وود، باشگاه فوتبال دوور اتلتیک، باشگاه فوتبال ووکینگ، باشگاه فوتبال ساوتند یونایتد، باشگاه فوتبال ساوتند یونایتد، باشگاه فوتبال چلمزفورد سیتی، و باشگاه فوتبال ولینگ یونایتد، باشگاه فوتبال چلمزفورد سیتی، و باشگاه فوتبال بیشاپس استورتفورد اشاره کرد.
وی همچنین در تیم‌های ملی فوتبال زیر ۱۷، ۱۹ و ۲۱ سال قبرس بازی کرده‌است.